# Рікардо Манге Обама Нфубеа
Рікардо Манге Обама Нфубеа (нар. 1961) — політичний діяч Екваторіальної Гвінеї, прем'єр-міністр країни з 2006 до 2008 року.

## Життєпис
За освітою — адвокат.
Був персональним адвокатом президента Теодоро Обіанга Нгеми Мбасого. У кабінеті, сформованому 11 лютого 2003, отримав пост державного міністра у справах громадського обслуговування й адміністративного упралвління.